# Desrances
Pour plus de détails, voir Fiche technique et Distribution.
Desrances est un film dramatique burkinabè réalisé par Apolline Traoré, sorti en 2019.  Le long métrage, tourné en français en Côte d’Ivoire et au Burkina Faso est l’histoire d’une famille prise dans les violences de la guerre civile ivoirienne de 2011. Le film est sélectionné pour concourir à l'Étalon d’or de Yennenga lors du Festival panafricain du cinéma et de la télévision de Ouagadougou (FESPACO) en 2019,  où il reçoit l'étalon du meilleur décor ainsi que les prix spéciaux de l'Assemblée nationale et de la ville de Ouagadougou.

## Synopsis
Francis, originaire d’Haïti, a quitté son pays après la mort tragique de ses parents, assassinés lors d’une répression sous un régime dictatorial. Installé à Abidjan, en Côte d’Ivoire, il vit avec sa femme Aïssey et leur fille Haïla, âgée de 12 ans. Francis attend la naissance d’un fils, qu’il considère comme l’héritier légitime de la famille Desrances, dont l’histoire remonte à Lamour Desrances, un esclave affranchi devenu général sous Napoléon. Alors qu’Aïssey est sur le point d’accoucher, Abidjan est plongée dans une guerre civile marquée par des affrontements violents et une instabilité politique de 2011. Lors d’une nuit chaotique, alors que la famille se rend à l’hôpital, Francis perd le contact avec sa femme et son nouveau-né. Il décide alors de partir à leur recherche, accompagné de sa fille Haïla au cœur d’une capitale livrée à la violence et aux mercenaires. Malgré les réticences de son père, Haïla décide de l’accompagner. Au fil de leur périple, Francis découvre le courage insoupçonné de sa fille qui, face à l’adversité, prouve qu’elle est la digne héritière de son ancêtre Lamour Desrances,,.

## Fiche technique
- Titre original : Desrances
- Réalisation : Apolline Traoré
- Pays d'origine :  Burkina Faso
- Scénario : Apolline Traoré, Bénédicte Portal[5]
- Producteurs délégués : Apolline Traoré, Denis Cougnaud, Guillaume Orignac
- Producteur associé : Jimmy Jean-Louis
- Producteur exécutif : Alex Ogou
- Image : Ali Lakrouf
- Son : Laurent Malan
- Montage : Sylvie Gadmer
- Musique : Cyril Morin
- Décors : Marius Tagba Yan
- Mixage : Mathieu Tiger, Vianney Aube
- Langue originale : Français
- Durée : 105 minutes
- Pays de tournage : Côte d’Ivoire, Burkina Faso
- Dates de tournage : Juin à novembre 2018 (Côte d’Ivoire en août 2018)
- Budget : 710 819 952 F CFA
- Restriction : Interdit aux moins de 12 ans en salle
- Genre : Drame
- Date de sortie : 2019

## Distribution
- Jimmy Jean-Louis : Francis
- Jemima Naomi Nemlin : Haïla
- Evelyne Ily: Aïssey
- Mike Danon
- Sékou Sidibé
- Bienvenue Neba
- Delphine Ouattara : Mamouta
- Narcisse Afeli

## Production
Le tournage s’est déroulé sur une période de sept semaines, de juin à novembre 2018, en Côte d’Ivoire et au Burkina Faso. Le projet a bénéficié du soutien du Fonds national burkinabè d’aide au cinéma, qui a apporté une aide financière d’environ 325 millions de francs CFA. La coproduction associe Les Films Selmon, Araucunia Films et Orange Studio qui assure la distribution internationale.
Le budget total du film est estimé à plus de 700 millions de francs CFA. Il est déconseillé aux moins de 12 ans en salle. 

## Récompenses
- FESPACO 2019 : 
  - Meilleur décor
  - Prix spécial de l'Assemblée nationale
  - Prix spécial de la ville de Ouagadougou
- Africa Movie Academy Awards
  - Africa Movie Academy Award du meilleur son
- Rencontres cinématographiques et numériques de Cotonou 2019 :
  - Grand Prix Paulin Vieyra du meilleur long métrage